# Shankar Mahadevan
Shankar Mahadevan (Tamil: சங்கர் மகாதேவன்) (3 de marzo de 1967 en Chembur, Mumbai), es un cantante y compositor indio. Forma parte del grupo Shankar–Ehsaan–Loy, trío que compone para el cine indio y para cantantes de soundtracks.

## Biografía
Shankar Mahadevan nació y se crio en Chembur, un suburbio de Mumbai, su familia es de Kerala Iyer. Empezó a sentir atracción por la música clásica indostánica y la música de Carnatic en su infancia y luego comenzó a tocar la vina a la edad de cinco años de edad. Estudió con Srinivas Khale, un reconocido compositor de música Marathi. Asistió a la Escuela de Nuestra Señora de Socorro Perpetuo en Chembur. Posteriormente asistió a la universidad SIES en Sion y completó sus estudios en HSC. Se graduó en 1988 bajo el título en Ingeniería Informática de Ramrao Adik un Instituto de Tecnología de Navi Mumbai, bajo los auspicios de la Universidad de Mumbai. Trabajó como ingeniero de software en Oracle.

## Premios
Premio Nacional de Cine
- 2000: Mejor Cantante Masculino de reproducción - "Yenna Solla Pogirai" ( Kandukondain Kandukondain )
- 2004: Mejor Dirección de Música -Kal Ho Naa Ho(como parte de Shankar-Ehsaan-Loy)
- 2008: cantante de reproducción Mejor Macho - "Maa" ( Taare Zameen Par )

Premios de Cine de Estado
- 2008: Kerala Film Award a la Mejor Cantante del Estado - "Kalyaana Kacheri" ( Madampi )
- 2008: Premio al Mejor Nandi cantante de reproducción masculino -'Venkatadri

Premios Filmfare
- 2002: Filmfare Premio RD Burman para el talento musical de Nueva deChahta Dil Hai(como parte de Shankar-Ehsaan-Loy)
- 2003: Los mejores Dirección musical deKal Ho Naa Ho(como parte de Shankar-Ehsaan-Loy)
- 2005: Los mejores Dirección musical deBunty Aur Babli(como parte de Shankar-Ehsaan-Loy)
- 2005: Mejor Cantante de reproducción deNuvvostanante Nenoddantana - Telugu

Premios Estrella de la pantalla
- 2000:Nominada de [la música de fondo mejor [Premio del Estrella | Los mejores de música de fondo]] deMisión Cachemira(como parte de Shankar-Ehsaan-Loy)
- 2001: Los mejores Dirección musical deChahta Dil Hai(como parte de Shankar-Ehsaan-Loy)
- 2005: Los mejores Dirección musical deBunty aur Babli(como parte de Shankar-Ehsaan-Loy)
- 2009:Nominada de [Director Musical Mejor [Premio del Estrella | Mejor Dirección de Música]]de [Rock [En !!]] (como parte de Shankar-Ehsaan-Loy)

Otros premios
- 2007: Swaralaya-Kairali-Yesudas Premio por su contribución a la música cinematográfica de la India
- 2009: Premio a la Mejor Película Asianet reproducción Mujer - "Pichavecha Naal" ( Puthiya Mukham )
- 2009: Entrega Anual del cine Malayalam (Dubái) a la Mejor Cantante Masculino - "Pichavecha Naal" ( Puthiya Mukham )
- 2011: Cine de Kerala Premio de la Crítica a la mejor cantante de reproducción masculino - "Indhumukhi Varumo" Varumo" (Holidays)

## Filmografía

### Composición
- Vishwaroopam (2012)
- Don 2 (2011)
- Zindagi Na Milegi Dobara (2011)
- Don 2 – The Chase Continues (2011)
- Game (2011)
- De Ghumaa Ke (World Cup 2011 song)
- Patiala House (2011)
- Tere Bin Laden (2010)
- Housefull (2010)
- Hum Tum Aur Ghost (2010)
- Karthik Calling Karthik (2010)
- Kismat Talkies (2010)
- My Name is Khan (2010)
- London Dreams (2009)
- Wake Up Sid (2009)
- Konchem Ishtam Konchem Kashtam (Telugu) (2009)
- 13B/Yaavarum Nalam (2009)
- Luck By Chance (2009)
- Shortkut (2009)
- Yavarum Nalam (Tamil) (2009)
- Chandni Chowk to China (2009)
- Madambi (Malayalam) (2008)
- Thoda Pyaar Thoda Magic (2008)
- Rock On!! (2008)
- High School Musical 2 Soundtrack (Hindi Version)
- Taare Zameen Par (2007)
- Johnny Gaddaar (2007)
- Jhoom Barabar Jhoom (2007)
- Heyy Babyy (2007)
- Marigold: An Adventure in India (2007)
- Salaam-e-Ishq: A Tribute To Love (2007)
- Don - The Chase Begins Again (2006)
- Kabhi Alvida Naa Kehna (2006)
- Dus (2005)
- Dil Jo Bhi Kahey... (2005)
- Bunty Aur Babli (2005)
- Vanity Fair (2004)
- Phir Milenge (2004)
- Lakshya (2004)
- Kyun...! Ho Gaya Na (2004)
- Rudraksh (2004)
- Kal Ho Naa Ho (2003)
- Kuch Naa Kaho (2003)
- Nayee Padosan (2003)
- Armaan (2003)
- Ek Aur Ek Gyarah (2003)
- Yeh Kya Ho Raha Hai? (2002)
- Dil Chahta Hai (2001)
- Aalavandhan (2001) (Tamil)
- Mission Kashmir (2000)
- Dillagi (1999)
- Shool (1999)
- Rockford (1999)

## Discografía
- Breathless
- Nine